# Giovanni Bandini

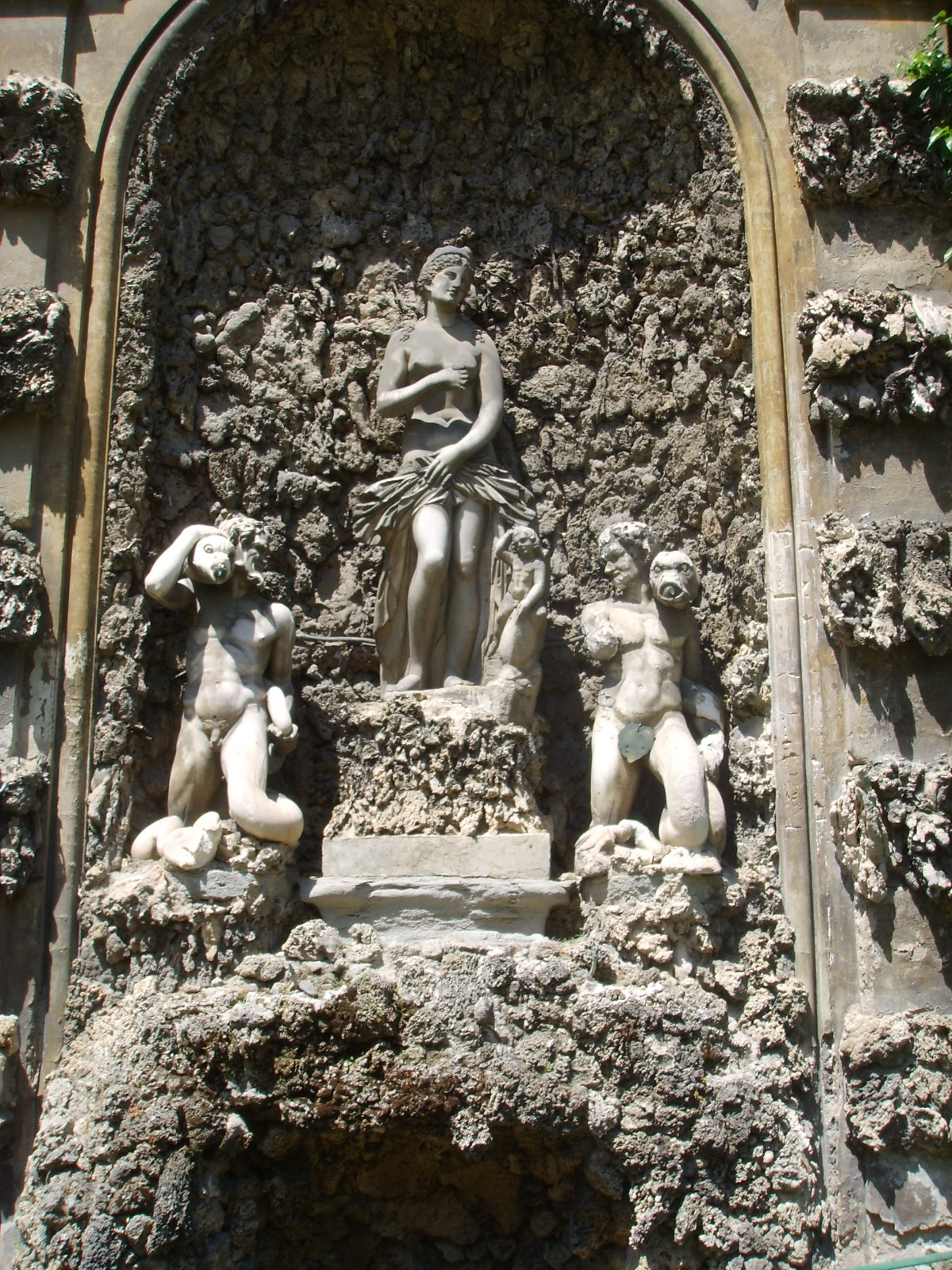
Statue della fontana di palazzo Budini Gattai, Firenze

Giovanni Bandini detto anche Giovanni dell'Opera (Firenze, 1540 circa – Firenze, 1599) è stato uno scultore italiano.

## Biografia
Fu allievo di Baccio Bandinelli e alla morte del suo maestro ne ereditò la bottega portandone avanti i lavori incompiuti, come i rilievi per la balaustra del Duomo di Firenze. Intraprese quindi una lunga carriera al servizio dell'Opera del Duomo che gli valse il soprannome di Giovanni "dell'Opera". 

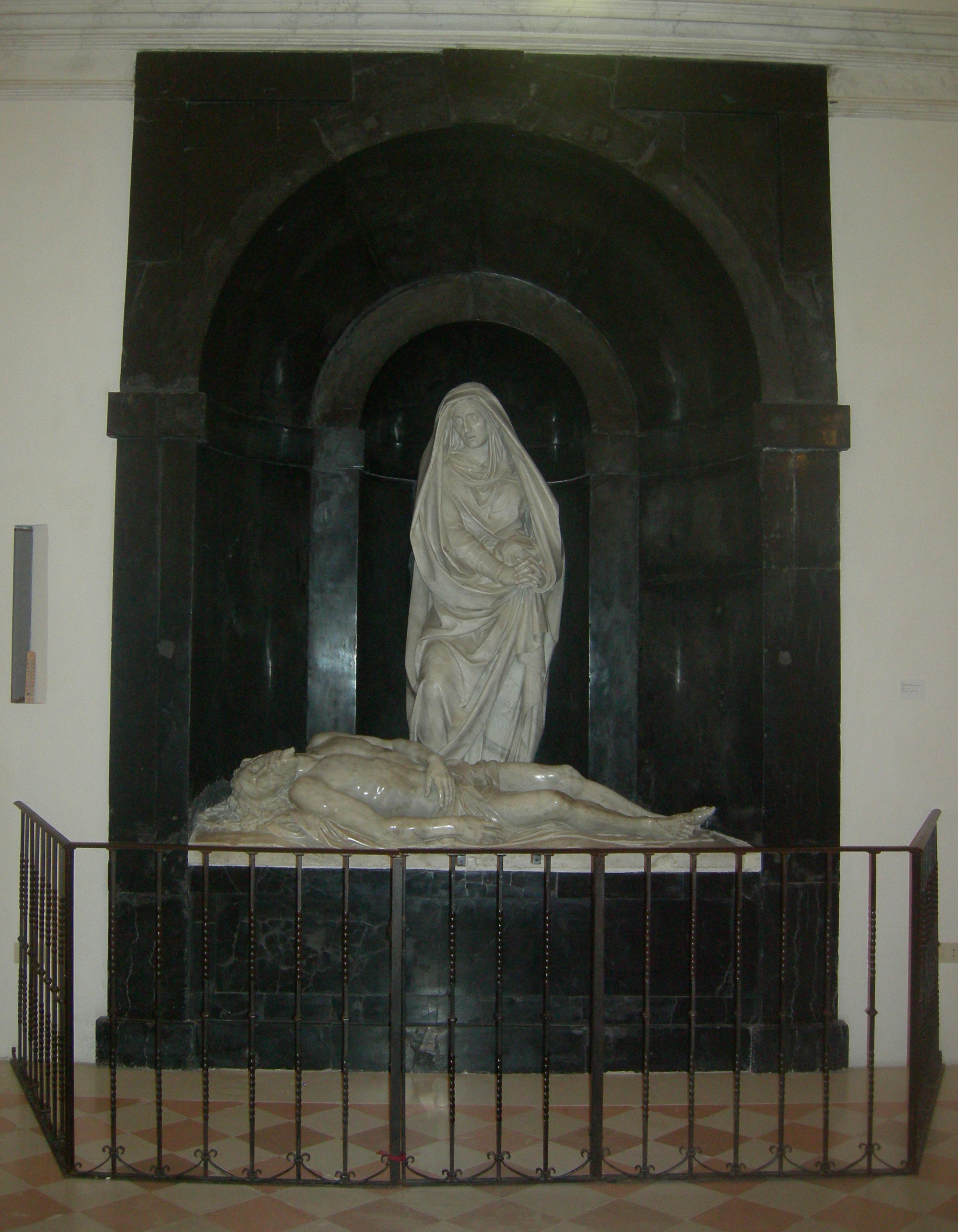
La Pietà di Urbino

L'astro del Giambologna, col suo stile accattivante e moderno, appannò la sua popolarità, inducendolo ad accettare l'invito del duca Della Rovere e trasferiresi a Urbino, dove riuscì a esprimere una vena creativa ormai pienamente emancipata dai modi del suo maestro. Attualmente si conserva nell'Oratorio del Santissimo Crocifisso della Grotta in Urbino, un suo gruppo marmoreo raffigurante una Pietà. 
Giovanni Bandini, come altri, è stato un proprietario della stirpe dei Bandini ad abitare nella Villa del Bandino del borgo del Bandino nei pressi di Firenze, dove appunto, il luogo prese il nomignolo dal nobile cognome.

## Opere
Tra le sue opere si ricordano una Giunone a Palazzo Vecchio a Firenze, i rilievi del recinto del coro di Santa Maria del Fiore (1547), in stile stiacciato, con Baccio Bandinelli, la statua cinquecentesca di Ercole che uccide l'Idra alla Villa Medicea di Camugliano (Ponsacco, provincia di Pisa) e le statue di Venere e i mostri marini nel giardino di Palazzo Budini Gattai.
Sua è la celebre statua del Granduca Ferdinando I de' Medici che si erge nel Monumento dei Quattro mori di Livorno (1595) e anche il busto di Francesco I de' Medici nel portale delle suppliche agli Uffizi.